# Nikolai Wassiljewitsch Latkin

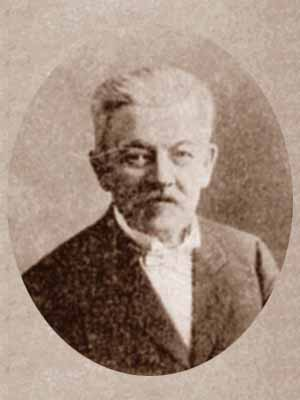
Nikolai Wassiljewitsch Latkin

Nikolai Wassiljewitsch Latkin (russisch Николай Васильевич Латкин; * 1. Novemberjul. / 13. November 1833greg. im Dorf Wawtschuga, Cholmogorski rajon; † 4. Februarjul. / 17. Februar 1904greg. in St. Petersburg) war ein russischer Unternehmer, Schriftsteller und Geograph.

## Leben
Latkins Vater Wassili Latkin (1809–1867) war Kaufmann und Unternehmer. Die Mutter Jelikonida Nikiforowna Latkina (1814–1897) war die Tochter des Kaufmanns Nikifor Stepanowitsch Baschenin (1790–1862). Latkin besuchte in St. Petersburg die deutsche Petrischule.
Der Vater führte seine Handelsgeschäfte mit einem befristeten Kaufmannszeugnis in Krasnojarsk. Mit dem Podporutschik a. D. und künftigen Petraschewzen R. A. Tschernoswitow besaß er Anteile an Goldfeldern in der Jenissei-Taiga. Nach seinem Schulabschluss kam Latkin nach Krasnojarsk und war im Goldrausch im Gouvernement Jenisseisk und in Sibirien unternehmerisch tätig. Er wendete neue Technologien an und führte die hydraulische Aufbereitung der Goldseife ein.
Im April 1857 heiratete Latkin in St. Petersburg Charlotte Eduardowna und kehrte vier Tage später nach Krasnojarsk zurück. Anfang 1858 kam seine Frau nach und gebar den Sohn Wassili. Es folgten die Söhne Nikolai, Sergei und Michail.
In Krasnojarsk schrieb Latkin für die Zeitung im Gouvernement Jenisseisk. Auch verfasste er Erzählungen und Studien über das Leben auf den Goldfeldern. Er arbeitete im Statistik-Gouvernementskomitee mit. Er beteiligte sich an der Herausgabe der Bücher der Denkwürdigkeiten des Gouvernements Jenisseisk. Er stand in engem Kontakt mit dem Gründer des Petraschewzen-Kreises Michail Butaschewitsch-Petraschewski.
Latkin ließ sich 1870 mit seiner Familie in St. Petersburg nieder. Von 1877 bis 1881 war er gewähltes Mitglied der St. Petersburger Semstwo-Versammlung. Darauf war er Direktor des Hauses der Barmherzigkeit für Minderjährige in der Siedlung Lesnoje bei St. Petersburg. Von 1893 bis 1897 war er Mitglied der St. Petersburg Stadtduma. Er war öffentlich vielfach aktiv und beteiligte sich an der Finanzierung  des Baus einer Kirche in Lesnoje.
Latkin war aktives Mitglied der Kaiserlichen Russischen Geographischen Gesellschaft (RGO) und Mitglied der Geographischen Gesellschaften in Bremen, Leipzig und Wien. Er schrieb Aufsätze für Michail Katkows Russki Westnik und die deutschen Zeitschriften Globus und Petermanns Mittheilungen. Auch verfasste er Artikel für die Brockhaus-Efron-Enzyklopädie. Auf dem Kongress der Internationalen Geographischen Union 1875 in Paris trug er seinen Aperçu général de l’arondissement de Krasnojarsk vor, der dann als Buch erschien.
Als 1901 in Krasnojarsk eine Unterabteilung der RGO gegründet wurde, schenkte Latkin ihr seine Manuskripte und unterstützte sie und das Krasnojarsker Regionalmuseum wiederholt mit Geldspenden.
Latkins jüngere Schwester Serafima war Physiologin, Schriftstellerin und Frauenrechtlerin.
Latkin starb am 17. Februar 1904 in Sibirien und wurde in St. Petersburg auf dem Nikolaus-Friedhof des Alexander-Newski-Klosters begraben.

## Ehrungen, Preise
- Kleine Goldmedaille der RGO